# Новодорогинська сільська рада
Новодорогинська сільська рада (Ново-Дорогинська сільська рада) — колишня адміністративно-територіальна одиниця та орган місцевого самоврядування у Народицькому і Овруцькому районах Коростенської і Волинської округ, Київської й Житомирської областей Української РСР та Україниз адміністративним центром у с. Новий Дорогинь.

## Населені пункти
Сільській раді були підпорядковані населені пункти:
- с. Новий Дорогинь
- с. Одруби
- с. Славенщина
- с. Яжберень

## Населення
Кількість населення ради, станом на 1923 рік, становила 1 920 осіб, кількість дворів — 382.
Відповідно до результатів перепису населення СРСР, кількість населення ради, станом на 12 січня 1989 року, становила 1 034 особи.
Станом на 5 грудня 2001 року, відповідно до перепису населення України, кількість мешканців сільської ради становила 699 осіб.

## Склад ради
Рада складалася з 12 депутатів та голови.

### Керівний склад сільської ради
| ПІБ                        | Основні відомості                                                    | Дата обрання | Дата звільнення |
| -------------------------- | -------------------------------------------------------------------- | ------------ | --------------- |
| Ладошко Михайло Григорович | Сільський голова, 1964 року народження, освіта, член народної партії | 26.03.2006   | 31.10.2010      |
| Ладошко Михайло Петрович   | Сільський голова, 1964 року народження, освіта вища, безпартійний    | 31.10.2010   |                 |

Примітка: таблиця складена за даними джерела

## Історія
Створена 1923 року у складі сіл Новий Дорогинь, Славенщина та Яжберень Христинівської волості Овруцького повіту Волинської губернії. Станом на 16 грудня 1926 року в підпорядкуванні ради значилися хутори Дубрівка, Загородно та Яжберенський, які, на 1 жовтня 1941 року, не перебували на обліку населених пунктів.
Станом на 1 вересня 1946 року та 1 січня 1972 року сільська рада входила до складу Народицького району Житомирської області, на обліку в раді перебували села Новий Дорогинь, Одруби, Славенщина та Яжберень.
Ліквідована 17 листопада 2015 року через об'єднання до складу Народицької селищної територіальної громади Народицького району Житомирської області.
Входила до складу Народицького (7.03.1923 р., 8.12.1966 р.) та Овруцького (30.12.1962 р.) районів.